# Night of the Unholy Flames
Night of the Unholy Flames – drugi studyjny album fińskiej grupy muzycznej Clandestine Blaze, wydany przez Northern Heritage Records w czerwcu 2000 roku.

## Lista utworów
1. „Intro” – 1:27
2. „Chambers” – 6:40
3. „Cross of Black Steel” – 5:38
4. „Night of the Unholy Flames” – 7:52
5. „Invisible Death” – 6:35
6. „There's Nothing...” – 3:57
7. „Aikakausi on lyhyt” – 5:05
8. „Future Lies in the Hands of the Strong” – 7:13

## Wydane wersje
- Wersja LP wydana przez End All Life Productions, limitowana do 300 ręcznie numerowanych kopii.
- Wersja CD wydana przez Northern Heritage limitowana do 1000 kopii. W roku 2005 wydano reedycję.
- Wersja kasetowa wydana przez Harvester Records w roku 2001.

## Twórca
- Mikko Aspa – śpiew i wszystkie instrumenty